# Episodi di True Blood (quarta stagione)
La quarta stagione della serie televisiva True Blood, composta da 12 episodi, è stata trasmessa sul canale statunitense HBO dal 26 giugno all'11 settembre 2011.
In Italia, la stagione è andata in onda in prima visione sul canale satellitare Fox dal 23 novembre 2011 all'8 febbraio 2012. In chiaro, la stagione è stata trasmessa su MTV dal 19 dicembre 2012 al 23 gennaio 2013.
Durante questa stagione entrano nel cast principale Lauren Bowles, Janina Gavankar, Fiona Shaw, Jessica Tuck e Joe Manganiello, mentre ne escono Marshall Allman, Kevin Alejandro, Fiona Shaw e Jessica Tuck. Michael Raymond-James, Lois Smith, Adina Porter, Michael McMillian e Lindsay Pulsipher ricompaiono come guest star. Scott Foley, Gregg Daniel e Tara Buck compaiono come guest star.
| nº | Titolo originale                | Titolo italiano     | Prima TV USA      | Prima TV Italia  |
| -- | ------------------------------- | ------------------- | ----------------- | ---------------- |
| 1  | She's Not There                 | Casa dolce casa     | 26 giugno 2011    | 23 novembre 2011 |
| 2  | You Smell Like Dinner           | Sua maestà          | 3 luglio 2011     | 30 novembre 2011 |
| 3  | If You Love Me, Why Am I Dyin'? | Tabula rasa         | 10 luglio 2011    | 7 dicembre 2011  |
| 4  | I'm Alive and on Fire           | Resta con me        | 17 luglio 2011    | 14 dicembre 2011 |
| 5  | Me and the Devil                | Conoscere il nemico | 24 luglio 2011    | 21 dicembre 2011 |
| 6  | I Wish I Was The Moon           | Chiaro di luna      | 31 luglio 2011    | 28 dicembre 2011 |
| 7  | Cold Grey Light of Dawn         | Incontrare il sole  | 7 agosto 2011     | 4 gennaio 2012   |
| 8  | Spellbound                      | Legame di sangue    | 14 agosto 2011    | 11 gennaio 2012  |
| 9  | Let's Get Out of Here           | Triangoli           | 21 agosto 2011    | 18 gennaio 2012  |
| 10 | Burning Down The House          | Caccia alle streghe | 28 agosto 2011    | 25 gennaio 2012  |
| 11 | Soul of Fire                    | La resa dei conti   | 4 settembre 2011  | 1º febbraio 2012 |
| 12 | And When I Die                  | Il giorno dei morti | 11 settembre 2011 | 8 febbraio 2012  |

## Casa dolce casa
- Titolo originale: She's Not There
- Diretto da: Michael Lehmann
- Scritto da: Alexander Woo

### Trama
Sookie giunge con Claudine nel mondo delle fate, dove incontra il fattorino Barry e suo nonno Earl, scomparso vent'anni prima. Presto scopre che le fate le hanno mentito e che lei e gli altri esseri umani sono lì solo perché le fate vogliono chiudere per sempre il portale tra i due mondi. Sookie riesce a tornare a Bon Temps con il nonno grazie all'aiuto del fratello di Claudine, ma poco dopo l'uomo muore per aver mangiato i frutti luminosi delle fate. Sookie scopre che è sparita per un anno e che suo fratello Jason, ormai diventato un agente di polizia, ha venduto la sua casa ad un acquirente misterioso. Allora Sookie assume Portia Bellefleur, la sorella avvocato di Andy, per riacquistare la sua casa. Intanto Andy è diventato dipendente dal V e Jason fatica a controllarlo. Nel frattempo, Bill ed Eric lavorano con i media per riconquistare l'opinione pubblica umana dopo l'omicidio in diretta di Russell Edgington. Jessica scopre che vivere con Hoyt non è facile, per via delle difficoltà a conciliare le sue esigenze da vampira con quelle umane del fidanzato. Bill è diventato il nuovo re prendendo il posto della regina della Louisiana. Jesus convince Lafayette a partecipare a un incontro della congrega di una potente strega, Marnie, che dimostra subito un vivo interesse per lui. Il bambino di Arlene, Mikey, mostra tratti inquietanti e la donna lo trova circondato da bambole decapitate. Dopo aver lasciato Bon Temps, Tara si è stabilita a New Orleans, dove combatte in una gabbia con il nome di Toni e ha una relazione con la compagna lottatrice Naomi. Jason torna a Hotshot, di cui è l'unico guardiano dalla scomparsa di Crystal, ma è tradito dagli abitanti e chiuso in un congelatore. Alla fine dell'episodio, Eric fa visita a Sookie e le rivela che è stato lui a comprare casa sua per possedere anche lei, che dichiara sua.
- Guest star: Gary Cole (Earl Stackhouse), Courtney Ford (Portia Bellefleur), Lara Pulver (Claudine Crane), Rebecca Wisocky (Regina Mab), Neil Hopkins (Claude Crane), Dale Raoul (Maxine Fortenberry), Vedette Lim (Naomi), Chris Coy (Barry), Dane DeHaan (Timbo), Bradley Dodds (Lloyd), Alexandra Breckenridge (Katerina Pelham), Clay Wilcox (Ernie), Christina Moore (Suzanne), Chris Butler (Emory Broome), William Schallert (Sindaco Norris), Randy Wayne (Matt), Dean Chekvala (Roy), Dendrie Taylor (Beverleen), Fiona Dourif (Casey)
- Ascolti USA: telespettatori 5.420.000[2]

## Sua maestà
- Titolo originale: You Smell Like Dinner
- Diretto da: Scott Winant
- Scritto da: Brian Buckner

### Trama
Jason è tenuto prigioniero dalla famiglia Norris. La convivenza ha logorato il rapporto tra Jessica e Hoyt, il cui legame sembra quasi forzato. Eric tenta di persuadere Sookie a diventare sua. Sookie si reca quindi da Bill per cercare di impossessarsi nuovamente di casa sua e ostacolare i piani di Eric. Una volta arrivata alla residenza di Bill, la ragazza scopre che il vampiro nel frattempo è diventato il re della Louisiana. Grazie ai ricordi di Bill, si racconta il suo primo incontro con Nan Flanagan, portavoce della Lega Americana Vampiri, avvenuto a Londra nel 1982. In quell'occasione Nan chiese a Bill di infiltrarsi come spia nel Regno della Louisiana, per predisporre la fine della monarchia della Regina Sophie-Anne Leclercq. Bill dice a Sookie che, sfortunatamente, non c'è niente che possa fare per fermare Eric. Tara fa visita a Sookie. La loro amicizia si riconferma, nonostante il tempo trascorso. Sookie decide di raggiungere il Fangtasia e chiedere a Pam di intercedere in suo favore con Eric. Pam, progenie di Eric, ribadisce però la sua fedeltà verso il suo creatore e consiglia Sookie di accettare le proposte di Eric. Intanto, Tara, convinta da Lafayette e Jesus, partecipa ad un incontro di streghe durante il quale Marnie, capo della congrega, esprime la sua volontà di resuscitare un essere umano dopo il successo avuto con il pappagallino. Eric, su ordine di Bill, si reca da Marnie durante l'incontro e le intima di sciogliere la sua congrega. Marnie si rifiuta e contrasta Eric con un sortilegio. Marnie è in realtà posseduta da una strana entità molto potente, che fa sì che Eric perda la memoria. Al Fangtasia, Sookie incontra Jessica e la sorprende a nutrirsi di un ragazzo che non è Hoyt. Intanto, ad Hotshot, Felton e Crystal Norris annunciano a Jason di volerlo trasformare in una pantera mannara. Felton sembra essere sterile e lo scopo è quello di far procreare a Jason e Crystal una nuova "cucciolata" di pantere mannare, garantendo così una discendenza alla specie. Sam mostra interesse per una speciale mutaforma, Luna, la quale rivela di essere in grado trasformarsi anche in un altro essere umano. Sam scopre che suo fratello Tommy in realtà non ha alcuna invalidità dovuta allo sparo e Tommy gli chiede di poter riallacciare i rapporti. Felton e Crystal, trasformatisi in pantere, attaccano Jason per iniziarne la trasformazione. Sookie, di ritorno dal Fangtasia, incontra Eric smemorato sul ciglio della strada.
- Guest star: Lauren Bowles (Holly Cleary), Evan Rachel Wood (Sophie-Anne Leclerq), Lindsay Pulsipher (Crystal Norris), Dane DeHaan (Timbo), James Harvey Ward (Felton Norris), Vedette Lim (Naomi), Darren Darnborough (Callum), Alexandra Breckenridge (Katerina), Christina Moore (Suzanne), Chris Butler (Emory Broome), Dean Chekvala (Roy), Randy Wayne (Matt), Dendrie Taylor (Beverleen), Fiona Dourif (Casey), Blaine Saunders (Becky), Brandon Molale (Bucky Featherstone).
- Ascolti USA: telespettatori 2.920.000[3]

## Tabula rasa
- Titolo originale: If You Love Me, Why Am I Dyin'?
- Diretto da: David Petrarca
- Scritto da: Alan Ball

### Trama
Jason viene tenuto prigioniero dalle pantere mannare come padre potenziale di tutte le future pantere, quando si risveglia Jason trova Crystal e tutte le altre ragazze pronte a violentarlo. Pam chiede a Sookie di tenere Eric prigioniero in casa sua lei inizialmente contraria accetta. Dopo questa decisione Sookie si reca da Alcide che ora vive con Debbie, la sua ex ragazza ormai disintossicata dal V, a Shreveport. La ragazza chiede scusa alla telepate per aver tentato di ucciderla ma Sookie se ne va. Jessica dopo aver confessato a Hoyt di essersi nutrita di un altro ragazzo durante la loro crisi, da ad Arlene la sua bambola di quando era bambina. Una bambola inquientante che continua a spostarsi per tutta la casa dei Fowler. Portia fa una proposta sessuale a Bill. Jesus, Lafayette e Tara si recano al fangtasia per chiedere perdono a Pam, questa li invita a portargli Marnie entro 24 ore. Nel frattempo Tommy a casa di Maxine riceve la visita di un agente bancario che gli propone dei soldi per acquistare i diritti della sacca di gas sotto la casa della madre di Hoyt. Claudine si presenta a casa di Sookie chiedendole di tornare nel mondo delle fate, ma dopo che questi rifiuta arriva Eric che uccide Claudine bevendone tutto il sangue.
- Guest star: Brit Morgan (Debbie Pelt), Lindsay Pulsipher (Crystal Norris), Dane DeHaan (Timbo), Courtney Ford (Portia Bellefleur), James Harvey Ward (Felton Norris), Lara Pulver (Claudine Crane), Dale Raoul (Maxine Fortenberry), Tara Buck (Ginger), Paola Turbay (Antonia Gavilán), James Michael McCauley (Paul McClatchy), Aubrey Deeker (Vampiro), Dean Chekvala (Roy), Dendrie Taylor (Beverleen), Fiona Dourif (Casey), E.J. Callahan (Luther), Lauren Weedman (Donna), Blaine Saunders (Becky), Brandon Molale (Ufficiale Featherstone).
- Ascolti USA: telespettatori 5.043.000[4]

## Resta con me
- Titolo originale: I'm Alive and on Fire
- Diretto da: Michael Lehmann
- Scritto da: Nancy Oliver

### Trama
Dopo aver bevuto tutto il sangue di fata Eric, ubriaco, scappa da casa della ragazza. Si accorge di essere in grado di camminare al sole e rimane fuori durante il giorno andando a nuotare al lago. L'effetto del sangue improvvisamente svanisce ma Sookie e Alcide lo portano velocemente a casa. Jason aiutato da Becky uccide Felton e scappa da Hotshot, si rifugia su un albero viene poi raggiunto da Crystal e Timbo e dopo aver colpito con un ramo Timbo scaccia per sempre la ragazza. Hoyt e Jessica mentre viaggiano in macchina vedono Jason in fin di vita sulla strada e per salvarlo la vampira gli fa bere il suo sangue. Nan dice a Bill che per lei le streghe non rappresentano un problema reale, intanto Bill scopre che Portia è in realtà una sua discendente e allora la ipnotizza facendola scappare da lui. Pam stanca degli scarsi progressi avuti da Tara, Jesus e Lafayette si reca da Marnie per farle invertire l'incantesimo ma una volta lì la strega viene nuovamente impossessata da Antonia e scaglia un incantesimo di decomposizione contro Pam. Bill si reca a casa di Sookie per cercare Eric ma questa si rifiuta di farlo entrare. Arlene e Terry nel frattempo sono sempre più spaventati dal figlio quando trovano la scritta "il bambino non è tuo" sul muro. Sam scopre che il padre di Emma, l'ex marito di Luna, è Marcus il capobranco di Shrevoport e che è molto geloso. Tommy si reca dalla madre per salutarlo però il padre per utilizzarlo ancora come cane da combattimento lo incatena e non lo lascia andare via. 
- Guest star: Brit Morgan (Debbie Pelt), Lindsay Pulsipher (Crystal Norris), Dale Raoul (Maxine Fortenberry), Courtney Ford (Portia Bellefleur), James Harvey Ward (Felton Norris), Paola Turbay (Antonia Gavilán), Cooper Huckabee (Joe Lee Mickens), J. Smith-Cameron (Melinda Mickens), Katherine Helmond (Caroline Bellefleur), E.J. Callahan (Luther), Lauren Weedman (Donna), Blaine Saunders (Becky), Hugo Bianchi (Head Priest), Chloe Noelle (Emma Garza), Alec Gray (Coby Fowler), Laurel Weber (Lisa Fowler)
- Ascolti USA: telespettatori 5.104.000[5]

## Conoscere il nemico
- Titolo originale: Me and the Devil
- Diretto da: Daniel Minahan
- Scritto da: Mark Hudis

### Trama
Tommy combatte e uccide Joe Lee, ma per errore uccide anche la madre chiede quindi aiuto a Sam che lo aiuta a disfarsi dei cadaveri in una palude. Bill ipnotizza Portia per farle avere paura di lui. Naomi scopre il vero nome di Tara e la chiama al telefono per chiederle spiegazioni. Tara nel frattempo scopre che Eric si trova a casa di Sookie e dopo aver elencato tutti i crimini commessi dal vampiro se ne va, il vampiro sente la conversazione e scappa per i sensi di colpa ma Sookie lo raggiunge e i due si baciano. Jason è tormentato da sogni erotici su Jessica. Terry e Arlene spaventati dal figlio chiamano il reverendo Daniels per esorcizzare la casa. Alcide riceve la visita di Marcus il capobranco di Shreveport che lo rimprovera per non essersi ancora unito al suo branco. Jesus e Lafayette decidono di partire per il Messico per incontrare il nonno di Jesus per farsi insegnare un modo per invertire gli incantesimi di Marnie che nel frattempo grazie a Katerina viene arrestata da Bill. Bill chiama i quattro sceriffi della Louisiana per parlare del problema della strega e dell'inquisizione spagnola del 1600. Pam per errore si lascia scappare che Eric si trova a casa di Sookie e Bill corre quindi infuriato verso la casa della ragazza.
- Guest star: Adina Porter (Lettie Mae Daniels), Peter Macdissi (Luis Patiño), Allan Hyde (Godric), Courtney Ford (Portia Bellefleur), Vedette Lim (Naomi), Alexandra Breckenridge (Katerina Pelham), Paola Turbay (Antonia Gavilán), Gregg Daniel (Reverendo Daniels), Dan Buran (Marcus Bozeman), Del Zamora (Don Bartolo), Cooper Huckabee (Joe Lee Mickens), J. Smith-Cameron (Melinda Mickens), Annie Fitzgerald (Kirsch), Ismael Carlo (Don Santiago), Damion Poitier (Duprez), Aaron Perilo (Blackburn), Valenzia Algarin (Maria).
- Ascolti USA: telespettatori 5.261.000[6]

## Chiaro di luna
- Titolo originale: I Wish I Was The Moon
- Diretto da: Jeremy Podeswa
- Scritto da: Raelle Tucker

### Trama
Bill, dopo aver fermato le effusioni fra Sookie ed Eric lo arresta, e convince la lega del vampiro che potrebbe essere usato come arma da negromanti così lo condanna alla vera morte. La casa di Arlene e Terry prende fuoco durante la notte, la donna è molto spaventata poiché non riesce a trovare il figlio ma lui e la bambola sono già fuori. È la notte di luna piena e Jason teme di potersi trasformare in una pantera mannara ma viene raggiunto e consolato da Jessica, anche Sookie è preoccupata per il fratello e chiede aiuto ad Alcide che la informa che la trasformazione è solo una questione di sangue. Debbie si unisce al gruppo di Shreveport senza dirlo ad Alcide, quando questi la scopre decide di unirsi anch'egli. In Messico Don Bartolo fa mordere Jesus da un serpente solo per dimostrargli che Lafayette è un medium, infatti mentre il brujo è agonizzante sul terreno Tio Luca lo zio di Jesus si impossessa di Lafayette e lo cura. Naomi arriva a Bon Temps per chiedere spiegazioni alla fidanzata e per continuare il rapporto mentre le due parlano arriva Pam al Merlotte che le assale. Marnie viene posseduta da Antonia ancora una volta, la strega fa un incantesimo per sottomettere Luis patino, il vampiro, ora sceriffo della Louisiana, che una volta l'aveva violentata. Tommy si trasforma in Sam, licenzia Sookie e copula con Luna quando poi Sam torna a casa trova il fratello privo di sensi sul pavimento. Bill decide di liberare Eric per amore di Sookie, poiché capisce che il vampiro potrebbe renderla felice. Eric e Sookie i due copulano nel bosco sotto gli occhi di Alcide e Debbie che erano nel bosco in cerca di Sookie.
- Guest star: Brit Morgan (Debbie Pelt), Peter Macdissi (Luis Patiño), Dale Raoul (Maxine Fortenberry), Vedette Lim (Naomi), Paola Turbay (Antonia Gavilán), Dan Buran (Marcus Bozeman), Del Zamora (Don Bartolo), Nondumiso Tembe (Mavis), Ismael Carlo (Don Santiago).
- Ascolti USA: telespettatori 5.189.000[7]

## Incontrare il sole
- Titolo originale: Cold Grey Light of Dawn
- Diretto da: Michael Ruscio
- Scritto da: Alexander Woo

### Trama
Antonia si libera dalla prigionia, con l'incantesimo di controllo fa uccidere Katerina da Luis e manda il vampiro ad uccidere il re, però Bill riesce ad ucciderlo per primo dopo essere stato informato che la strega è tornata. Bill, per salvare i vampiri dall'imminente incantesimo di Antonia, ordina agli sceriffi di informare ogni vampiro di lasciare al più presto lo Stato e per chi volesse restare di incatenarsi con l'argento durante il giorno. Dopo aver prestato giuramento al nuovo branco, Alcide e Debbie, preoccupati per Sookie, vanno a cercarla nel bosco e la vedono copulare con Eric. Quando Pam sta per uccidere Tara e Naomi viene interrotta dai passanti che la fotografano, allora promette vendetta alle donne. Così, per il suo bene, Tara lascia Naomi che torna a New Orleans. La Dr. Ludwig asporta la pelle a Pam ed esegue delle procedure per farla tornare come prima, però avrà bisogno di punture per il resto della vita. Tara sconvolta per la fine della sua storia con Naomi, incontra Marnie/Antonia che la invita ad unirsi al suo gruppo di cui fa parte anche Holly e altri membri della comunità che dichiara guerra ai vampiri. Sam, dopo aver scoperto che Tommy ha assunto le sue sembianze e ha fatto sesso con Luna, lo caccia di casa. Holly e Andy escono per il loro appuntamento che non va però molto bene, in cucina del Merlotte intanto Lafayette vede Mavis, la stessa donna che aveva visto Mikey la notte dell'incendio. Antonia lancia l'incantesimo per far uscire alla luce del sole i vampiri, la maggior parte di essi sono salvi ma Jessica riesce a liberarsi delle catene, uccide una guardia e apre la porta per incontrare il sole, nel frattempo Jason accorso per salvarla viene fermato dalle guardie.
- Guest star: Brit Morgan (Debbie Pelt), Peter Macdissi (Luis Patiño), Dale Raoul (Maxine Fortenberry), Tara Buck (Ginger), Vedette Lim (Naomi), Alexandra Breckenridge (Katerina Pelham), Dan Buran (Marcus Bozeman), Nondumiso Tembe (Mavis), Annie Fitzgerald (Kirsch), Del Zamora (Don Bartolo), Fiona Dourif (Casey), Dean Chekvala (Roy), Dendrie Taylor (Beverleen), Stephanie Erb (Luellen), Lauren Pritchard (Coralee), Missy Doty (Vonetta), Marcia de Rousse (Dr. Ludwig), Damion Poitier (Duprez), Brandon Molale (Bucky Featherstone), Melody Butiu (Dr. Isani), Aaron Perilo (Blackburn), Chad Todhunter (Trevor), Drew James (Chuck), Brendan McCarthy (Nate).
- Ascolti USA: telespettatori 5.143.000[8]

## Legame di sangue

Marnie (Fiona Shaw) in una scena dell'episodio.

- Titolo originale: Spellbound
- Diretto da: Daniel Minahan
- Scritto da: Alan Ball

### Trama
Jason arriva in tempo per salvare Jessica dalla luce del sole, la bacia, la riporta nella cella e la reincatena con l'argento. Arrivata la sera, Sookie ed Eric fanno l'amore dopo aver bevuto il sangue l'uno dell'altra. Bill chiama Marnie/Antonia per fissare un appuntamento al cimitero per mezzanotte. I lupi mannari nel frattempo decidono di stare fuori dalla battaglia fra streghe e vampiri e Debbie chiede ad 
Alcide di stare lontano da Sookie. Sam va a casa di Luna per chiederle scusa e dirle che suo fratello è uscito ufficialmente dalla sua vita, ma mentre lei lo sta per mandare via esce Emma che chiede a Sam di giocare con lei alle barbie; durante la cena arriva Marcus, il padre di Emma nonché capobranco di Shreveport, che lo minaccia. Nel frattempo, Tommy si trasforma in Maxine e dopo aver accettato l'offerta della banca per l'acquisto dei diritti della sacca di gas sotto la casa di quest'ultima sviene nel bosco. Durante la notte Lafayette sogna la storia della donna di colore proprietaria della bambola che possiede il figlio di Arlene, quando si sveglia viene impossessato dalla stessa, dopodiché si reca a casa di Andy rubandogli la pistola e rapendo il figlio di Arlene. Arrivata l'ora dell'appuntamento al cimitero Bill, Pam, Eric e Sookie si trovano contro Antonia, Tara e la congrega di wiccan. Antonia lancia un incantesimo che annebbia il cimitero e infuria la battaglia. Pam trova Tara ma Bill le impedisce di ucciderla altrimenti la impalerà personalmente, mentre Antonia rende Eric un suo schiavo. Nella confusione uno sparo raggiunge Sookie che viene soccorsa e portata via da Alcide mentre Debbie li osserva da lontano ingelosita.
- Guest star: Dean Chekvala (Roy), Fiona Dourif (Casey), Stephanie Erb (Luellen), Annie Fitzgerald (Kirsch), Austin Hébert (Virgil), Drew James (Chuck), Brendan McCarthy (Nate), Brandon Molale (Bucky Featherstone), Brit Morgan (Debbie Pelt), Aaron Perilo (Blackburn), Damion Poitier (Duprez), Nondumiso Tembe (Mavis), Chad Todhunter (Trevor), Daniel Buran (Marcus Bozeman), Dendrie Taylor (Beverleen), James mcCauley (Paul McClatchy).
- Ascolti USA: telespettatori 5.300.000[9]

## Triangoli
- Titolo originale: Let's Get Out of Here
- Diretto da: Romeo Tirone
- Scritto da: Brian Buckner

### Trama
Bill arriva in soccorso di Sookie facendole bere il suo sangue e lei alla fine si risveglia. Tara e Holly nel frattempo si dissociano da Antonia che le informa che andrà al festival della tolleranza con Eric facendo vedere ai media di cosa è capace un vampiro. Mentre dorme Sookie sogna sia Eric che Bill e capisce di amarli e volerli entrambi. Sam invita Luna ed Emma ad un campeggio che si rivela un successo perché la piccola scorda la scenata del padre la sera prima. Alcide se ne va dopo che Sookie decide di cercare Eric, torna a casa da Debbie che per disperazione il giorno dopo va a comprare il V e si reca a casa di Sookie per aiutarla. Lafayette arriva a casa di Hoyt, mentre sta inscatolando le cose di Jessica, con Mikey e minacciandolo con la pistola lo costringe ad andarsene dicendogli che quella è casa sua e lui il suo bambino. Mavis capisce che quello non è il suo bambino solo con l'aiuto di Jesus che le dice di essere un brujo e di poterle farle abbracciare un'ultima volta il figlio. Dopo aver scoperto dove era sepolto, Mavis di nuovo col figlio lascia il corpo di Lafayette ringraziandolo. Mentre Tommy è al bar di Sam arriva Marcus che gli dice di riferire a Sam che hanno un appuntamento per la sera, mentre Marcus è al lavoro arriva Alcide che accetta la proposta di fare carriera nella politica del branco. Debbie si reca da Antonia giurandole fedeltà ma in realtà è un diversivo per portare Sookie a cercare Eric e una volta trovato scopre che il suo compito è quello di uccidere il re della Louisiana, Bill. Tara la vede e le punta la pistola chiedendole di leggerle nella mente, così Sookie scopre che sono tutti in ostaggio e viene a sapere dei piani di Antonia per il festival della tolleranza. Dopo la fuga di Sookie, Antonia, Eric e Roy si recano al festival mentre gli altri della congrega vengono rinchiusi a forza nel negozio. All'incontro con Marcus si reca Tommy trasformato in Sam che viene pestato a sangue, mentre in campeggio Luna e Sam diventano più intimi. Jason si reca da Jessica e le riporta i suoi effetti da casa di Hoyt e dopo qualche esitazione copulano. Alla conferenza, Antonia lancia un incantesimo contro gli sceriffi della Louisiana, li sottomette al suo potere e durante l'intervento di Bill al festival fa uccidere per mano loro le guardie di sicurezza davanti ad una folla attonita di umani. Mentre il caos dilaga nella sala, Sookie, dopo aver scorto Eric che si prepara ad assalirlo, urla a Bill di scappare.
- Guest star: Dean Chekvala (Roy), Fiona Dourif (Casey), Stephanie Erb (Luellen), Annie Fitzgerald (Kirsch), Brendan McCarthy (Nate), Brit Morgan (Debbie Pelt), Aaron Perilo (Blackburn), Damion Poitier (Duprez), Galadriel Stineman (Joyce Watney), Nondumiso Tembe (Mavis), Chad Todhunter (Trevor)
- Ascolti USA: telespettatori 5.526.000[10]

## Caccia alle streghe
- Titolo originale: Burning Down The House
- Diretto da: Lesli Linka Glatter
- Scritto da: Nancy Oliver

### Trama
Antonia ordina ai suoi schiavi di uccidere il re, ma Bill si salva sparando loro dei proiettili d'argento, mentre Nan uccide Blackburn con una matita. Eric si riprende e fa per uccidere Bill, ma Sookie glielo impedisce scagliando contro di lui una luce accecante dalle sue mani che spezza l'incantesimo di Antonia e restituisce la memoria a Eric. Antonia rimane sconvolta per ciò che ha fatto e prima che i vampiri riescano a catturarla si dilegua con una magia assieme a Roy, Duprez e Kirsch. Jason chiede a Jessica di fargli dimenticare ciò che è successo tra loro perché Hoyt non scopra nulla, ma lei scappa infastidita dalla richiesta. Tommy dice ad Alcide che l'essersi trasformato in Sam lo sta uccidendo e gli chiede di portarlo a casa del fratello. Marnie torna al negozio dicendo a tutti che li sta tenendo prigionieri solo per proteggerli. Eric e Sookie discutono della loro relazione, e Sookie gli rivela di amare lui tanto quanto ama Bill. Nel frattempo, Bill discute con Nan sulla strategia da adoperare per uccidere la strega, dunque decide di far saltare in aria l'emporio, suscitando le ire di Nan. Sam arriva a casa dal fratello, che vuole solo chiedergli scusa per le cose che ha fatto e dirgli che è stata la cosa migliore capitata nella sua vita, e Sam riesce a dirgli che gli vuole bene e giura vendetta contro Marcus. Hoyt arriva a casa di Jason e gli chiede di poter stare da lui per qualche tempo poiché non riesce più a stare nella sua casa che divideva con Jessica. Terry scopre che Andy si fa di V e lo porta al forte Bellefleur, una casa sull'albero in cui giocavano sempre da bambini e si rifugiavano durante i momenti più duri della loro vita, per aiutarlo a disintossicarsi: dopo qualche discussione Andy promette di non farsi più di V, dopodiché Terry lo lascia tornare a casa a piedi. Jason e Sookie chiedono aiuto a Jesus e Lafayette per liberare Tara dall'emporio, la quale nel mentre cerca assieme a Holly un modo per spezzare l'incantesimo di Marnie. Antonia lascia il corpo di Marnie dicendole che non può più continuare a fare del male alle persone dopo ciò che hanno commesso la notte prima, ma Marnie la convince a perpetrare nei suoi intenti più cattiva che mai. La mattina seguente Sookie, Jason, Jesus e Lafayette si recano da Marnie, la quale dopo una dimostrazione del suo potere, accetta Jesus nella sua congrega: lì Jesus scopre che Marnie è in combutta con Antonia. Tara e Holly riescono a spezzare l'incantesimo di protezione sull'emporio, ma quando arrivano fuori da Sookie e Lafayette, Marnie li intrappola nuovamente e li fa scomparire lasciando fuori solo Jason. Debbie e Marcus si confidano e finiscono a letto insieme. Sam si reca all'officina di Marcus ma lì trova solo un suo collega, che comincia a picchiare aiutato da Alcide. Calata la notte, i vampiri arrivano all'emporio per farlo saltare in aria.
- Guest star: Brit Morgan (Debbie Pelt), Daniel Buran (Marcus Bozeman), Dean Chekvala (Roy), Fiona Dourif (Casey), Stephanie Erb (Luellen), Brendan McCarthy (Nate), Aaron Perilo (Blackburn), Damion Poitier (Duprez), Galadriel Stineman (Joyce Watney), Chad Todhunter (Trevor), Paola Turbay (Antonia), Annie Fitzgerald (Kirsch).
- Ascolti USA: telespettatori 5.312.000[11]

## La resa dei conti
- Titolo originale: Soul of Fire
- Diretto da: Michael Lehmann
- Scritto da: Mark Hudis

### Trama
Marnie uccide Casey mentre questa prova a scappare, per questo Antonia cerca di uscire per sempre dal suo corpo ma Marnie fa un incantesimo per legarsi con Antonia per sempre. I vampiri stanno per far saltare il posto ma vengono interrotti da Jason che li informa che all'interno c'è Sookie. Sam intanto all'officina di Marcus cerca di scoprire dove si trova questi e nel frattempo arriva Luna dicendo che il padre ha rapito la figlia, a casa di Alcide Debbie dice a Marcus che è stato un errore poiché lei sta insieme ad Alcide. Jesus finge che Casey sia viva ma in realtà la porta in bagno perché il suo sangue gli serve per spezzare l'incantesimo di Marnie. Andy mentre sta tornando a casa incontra una fata, Maurella, e dopo averle promesso sulla luce che la proteggerà ci copula. Sookie e Holly convincono Marnie a lasciare andare tutti gli ostaggi ma mentre sembra decisa sente i vampiri e gli lancia contro i due sceriffi suoi schiavi, poi uscita fuori dice che per lasciare andare tutti vuole che sia Bill che Eric si uccidano, quando però questi si stanno per farlo Pam spara un colpo. Luna, Alcide e Sam arrivano a casa del lupo recuperano Emma e trovano Marcus e Debbie in camera da letto a parlare. Sam e Marcus lottano, vince il mutaforma che decide di lasciarlo andare, Alcide però interviene uccidendo il capobranco e ripudiando Debbie per sempre. Rientrata nel negozio Marnie che fa un incantesimo ai vampiri per attirarli verso la sua protezione per li ucciderli ma Sookie col suo potere da fata la ferma; nel frattempo l'incantesimo di Jesus ha successo e Antonia può andarsene in pace per sempre. I vampiri entrano nel negozio uccidono Marnie e Roy e cancellano la memoria agli altri partecipanti. 
Jason dice a Jessica di pensarla ogni minuto del giorno. Durante la notte lo spirito di Marnie si impossessa del corpo di Lafayette.
- Guest star: Dean Chekvala (Roy), Fiona Dourif (Casey), Stephanie Erb (Luellen), Brendan McCarthy (Nate), Brit Morgan (Debbie Pelt), Damion Poitier (Duprez), Chad Todhunter (Trevor), Paola Turbay (Antonia), Annie Fitzgerald (Kirsch), Daniel Buran (Marcus Bozeman), Kristina Anapau (Maurella).
- Ascolti USA: telespettatori 4.391.000[12]

## Il giorno dei morti
- Titolo originale: And When I Die
- Diretto da: Scott Winant
- Scritto da: Raelle Tucker

### Trama
Marnie che possiede Lafayette uccide Jesus per impossessarsi della sua magia. Sam e Luna decidono di fare un funerale a Tommy, durante il quale l'unica persona a parteciparvi sarà Maxine. Jason dice finalmente a Hoyt che è stato con Jessica e questi lo picchia. Sookie riottiene il suo lavoro dopo aver scoperto che era stato Tommy a licenziarla. Alcide chiede a Sookie di avere una vita tranquilla insieme. Tara, Holly e Sookie trovano Bill ed Eric prigionieri della strega. Antonia, Adele e altri spiriti convincono Marnie a lasciare il corpo di Lafayette e la conducono nell'aldilà. Lo spirito di Rene appare ad Arlene per avvertirla che i fantasmi del passato di Terry non rimarranno sepolti per sempre. Sookie riunisce Eric e Bill e gli rivela di amarli entrambi ma non potendo scegliere tra loro decide di stare da sola. Andy e Holly si avvicinano nuovamente dopo che questi le rivela di essersi disintossicato dal V, Pam ammette di essere gelosa di Sookie. Sam dopo aver salutato Luna si ritrova circondato da un gruppo di lupi mannari. Jessica dice a Jason di non essere ancora pronta per una storia seria, dopo che la ragazza se n'è andata alla porta di Jason si presenta Steve Newlin come vampiro. Alcide scopre che la tomba di cemento di Russell Edgington è stata aperta. Nan dice a Bill ed Eric di essersi licenziata dalla Lega dei Vampiri, di voler intraprendere un ammutinamento contro le autorità e inoltre gli dice di sapere che Sookie è una fata così Bill la distrugge mentre Eric uccide le sue guardie. Debbie gelosa di Sookie si presenta a casa sua e spara accidentalmente a Tara, dopodiché Sookie prende il fucile e la uccide chiedendo aiuto per la sua amica Tara.
- Guest star: Tara Buck (Ginger), Brit Morgan (Debbie Pelt), Lois Smith (Adele Stackhouse), Paola Turbay (Antonia), Michael Raymond-James (Rene Lenier), Dale Raoul (Maxine Fortenberry), Michael McMillian (Steve Newlin), Scott Foley (Patrick Devins), Jayden Lund (Doug).
- Ascolti USA: telespettatori 5.052.000[13]